# Adam Brooks
Pour les articles homonymes, voir Brooks.
Pour l’article homonyme, voir Adam Brooks pour le joueur de hockey sur glace.
Adam Brooks (3 septembre 1956, Toronto, Ontario, Canada) est un réalisateur et scénariste canadien.

## Filmographie

### Réalisateur
- 1985 : Almost You
- 1989 : Le Petit Chaperon rouge
- 2001 : Vérité apparente
- 2008 : Un jour, peut-être
- 2022 : Plan de carrière (Partner Track)
- 2025 : Demain est un autre jour (The Life List)

### Scénariste
- 1985 : Almost You
- 1995 : French Kiss de Lawrence Kasdan
- 1996 : Duke of Groove de Griffin Dunne
- 1997 : Subway Stories de Bob Balaban
- 1999 : Les Ensorceleuses de Griffin Dunne
- 1999 : Beloved de Jonathan Demme
- 2001 : Vérité apparente
- 2004 : La Plus Belle Victoire de Richard Loncraine
- 2004 : Bridget Jones : L'Âge de raison de Beeban Kidron
- 2008 : Un jour, peut-être
- 2025 : Demain est un autre jour (The Life List)